# Benítez (playa)
La playa Benítez está situada en el municipio de Ceuta, en la ciudad autónoma de Ceuta, España.
Es la playa más concurrida de la bahía Norte de Ceuta. Está adosada al muelle de Poniente.